# Enrique Márquez
Pour les articles homonymes, voir Márquez.
Enrique Márquez, né le 19 mai 1963, est un homme politique vénézuélien.

## Biographie
Enrique Márquez est né le 19 mai 1963. Il est successivement membre du Mouvement 20 puis de La Causa Radical. Il rejoint en 2006 Un nouveau temps.
Il est candidat au poste de député lors des élections législatives vénézuéliennes de 2010. Il est candidat aux élections municipales en 2012 à Maracaibo. Élu député lors des élections législatives vénézuéliennes de 2015, il est élu premier vice-président en 2016.
Nommé vice-président du Conseil national électoral, il démissionne en 2023.
Il est candidat à l'élection présidentielle vénézuélienne de 2024.